# 掘浦川站
掘浦川站（：／ Gulpocheon yeok */?）是首爾地鐵7號線沿線的一座地下車站，位於韓國仁川廣域市富平區三山洞。

## 車站結構
站體為2面2線側式月台的地下車站，候車月台設有月台幕門，並有8處出口。

### 月台配置
| 三山體育館 ↑ |
| \| 上        |
| ↓ 富平區廳   |

| 月台 | 路線           | 目的地                                         |
| ---- | -------------- | ---------------------------------------------- |
| 上行 | ●首爾地鐵7號線 | 新中洞、高速巴士客运站、四佳亭、面牧、長岩方向 |
| 下行 | ●首爾地鐵7號線 | 富平區廳、石南方向                             |

## 歷史
- 2012年10月27日：落成啟用。

## 車站周邊
- 掘浦川（朝鲜语：굴포천）
- 乐天玛特三山店
- 仁川三山警察署
- 富平世界氣候變化體驗館
- 富光中學
- 富興中學
- 仁川開興初等學校
- 仁川新樹公園

## 圖片

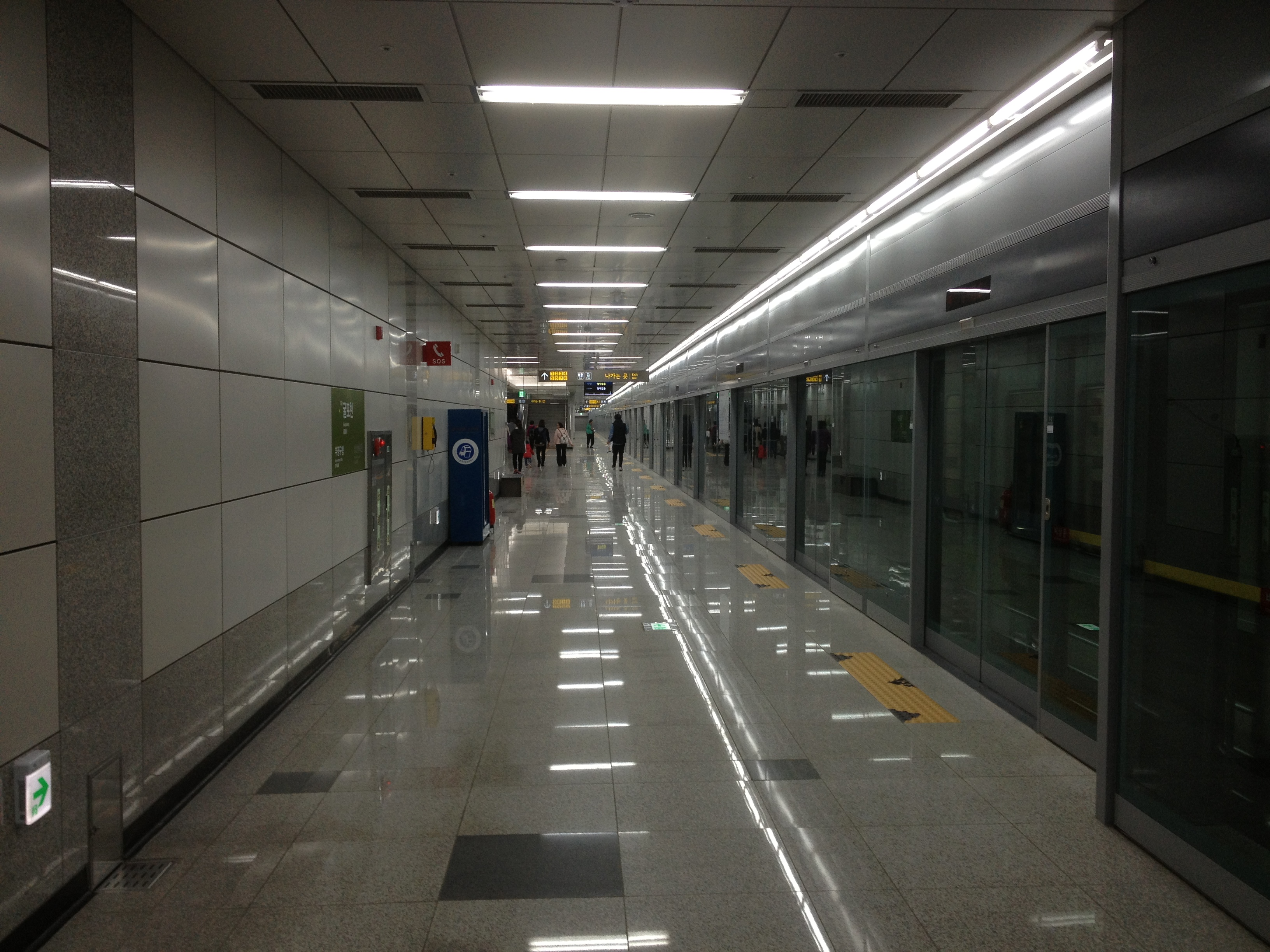
候車月台
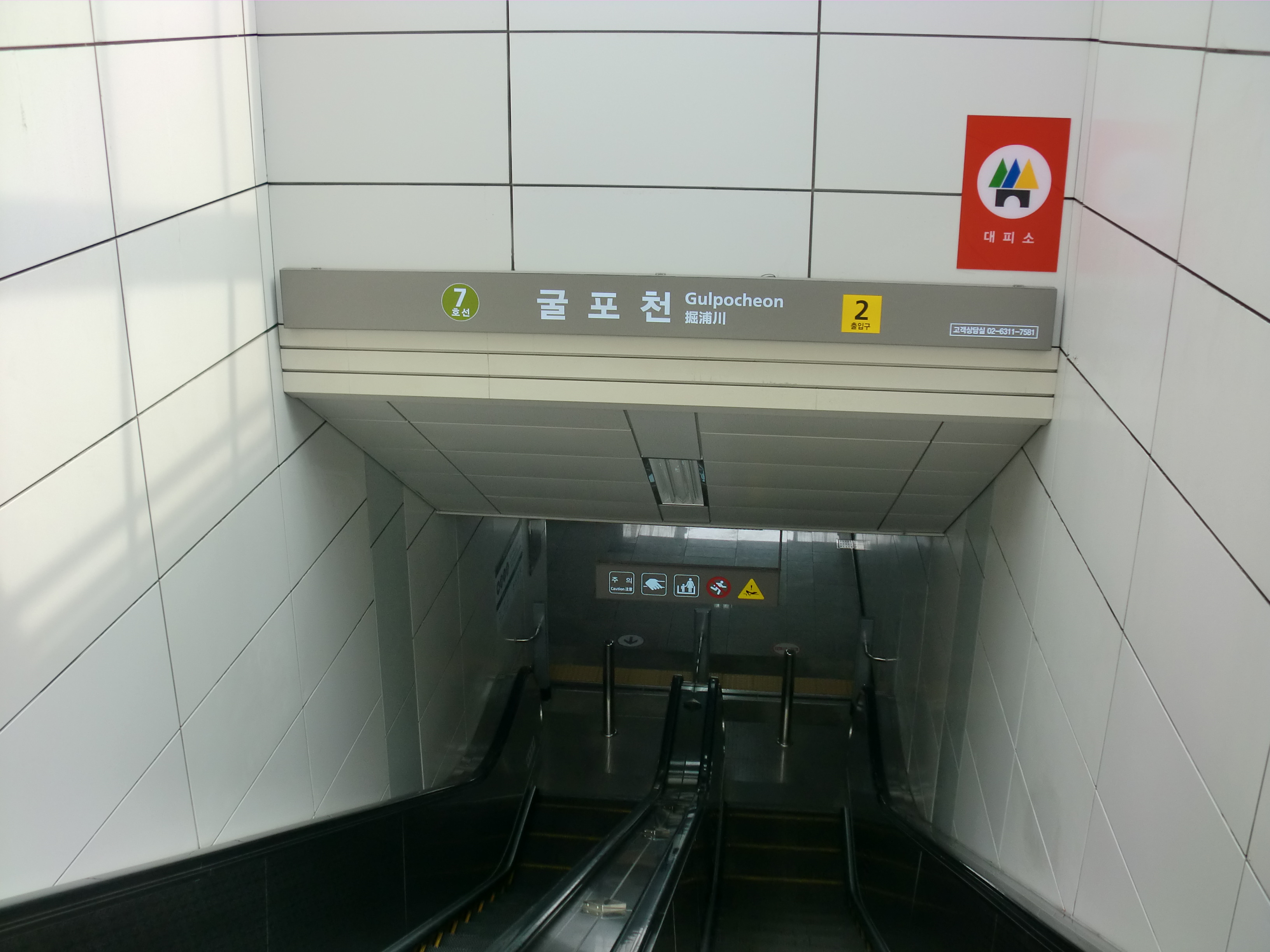
2號出口

## 相鄰車站
仁川交通公社
●首爾地鐵7號線
三山體育館（757）－掘浦川（758）－富平區廳（759）